# Сикейрос, Давид
Хосе́ Дави́д Альфа́ро Сике́йрос (исп. José David Alfaro Siqueiros, 29 декабря 1896, Камарго — 6 января 1974,  Куэрнавака) — мексиканский художник. Живописец, график и монументалист. Политический активист, участник коммунистического движения.

## Биография
Давид Альфаро Сикейрос родился в 1896 году в семье юриста и домохозяйки. В сентябре 1910 года он был в Мехико во время празднования столетия независимости Мексики, где на авенида-Идальго крикнул «умри» тогдашнему диктатору Порфирио Диасу, в результате чего кучер ударил его плетью, и началась драка.  В 1911 году он поступил в Академию художеств Сан-Карлос в Мехико, там участвовал в студенческой забастовке, протестуя против порядков в заведении. Затем обучался в художественной школе Санта-Анита. Оказавшись под влиянием своего учителя, известного как Доктор Атль, Сикейрос с несколькими товарищами в 1913 году после Трагической декады поступают на службу добровольцами в Конституционалистскую армию Венустиано Каррансы. После падения режима Уэрты, Сикейрос продолжил службу в Конституционалистской армии, участвовал в боевых действиях против сапатистов и вильистов. После того, как войска Каррансы взяли под свой контроль страну, Сикейрос ненадолго вернулся в Мехико, после чего уехал в Европу.
В 1919—1922 годах Сикейрос жил во Франции и Испании. В 1921 году он опубликовал в Барселоне «Манифест революционного искусства», а в 1922 году основал «Революционный синдикат работников техники и искусства». Член Мексиканской коммунистической партии (МКП) с 1922 года. С 1924 года член ЦК МКП, активный участник организации профсоюзного движения и международных коммунистических конгрессов, занимал пост главного редактора газеты El Mundo, сотрудничал с другими левыми газетами. Вместе с ним в коммунистическом движении принимали участие и другие мексиканские художники, в частности Диего Ривера.
В 1930 году Сикейрос был арестован, а затем сослан в городок Таско. Ссылка оказалась плодотворной в творческом плане — здесь художник создал несколько десятков работ.
В период с 1932 по 1936 годы Сикейрос жил и работал преимущественно в США; там он украсил росписями фасады зданий Художественной школы Чуинард и художественного центра Плаза в Лос-Анджелесе (1932).
В 1937—1939 годах Сикейрос участвовал в Гражданской войне в Испании в качестве офицера республиканской армии под командованием Энрике Листера. Дослужился до звания полковника.
24 мая 1940 года вместе с  Леопольдо и Луисом Ареналем и другими участвует в покушении / акции устрашения Л. Д. Троцкого. Переодевшись в полицейскую форму, отряд из 25 человек врывается на виллу Троцкого, связывает пятерых полицейских, охранявших виллу, и устраивает беспорядочную стрельбу. В результате нападения пуля ранила внука Троцкого в ногу. Акция преследовала две цели: выкрасть документы, дискредитирующие Троцкого, в частности доказательства получения средств от ультрареакционных газет США, и вынудить его уехать из Мексики. Сам Сикейрос считал убийство Троцкого или его охранников «контрпродуктивным». До архива нападавшим добраться не удалось, вынудить Троцкого покинуть страну тоже не вышло. 23 июня Коммунистическая партия Мексики выпустила официальное заявление, что никто из членов партии к нападению на Троцкого непричастен, а все нападавшие были «неконтролируемыми элементами и провокаторами».  В результате расследования, Сикейрос был арестован 4 октября 1940 года.
28 апреля 1941 года был выслан из Мексики в Чили.
В 1960 году избран членом Политкомиссии ЦК МКП. В том же году был заключён в тюрьму за политическую деятельность, но в 1964 году власти освободили его под давлением международного общественного мнения.
Неоднократно приезжал в Москву (1927, 1955, 1958 и 1972). Почётный член Академии художеств СССР (1967), лауреат Международной Ленинской премии «За укрепление мира между народами» (1967).

## Основные произведения

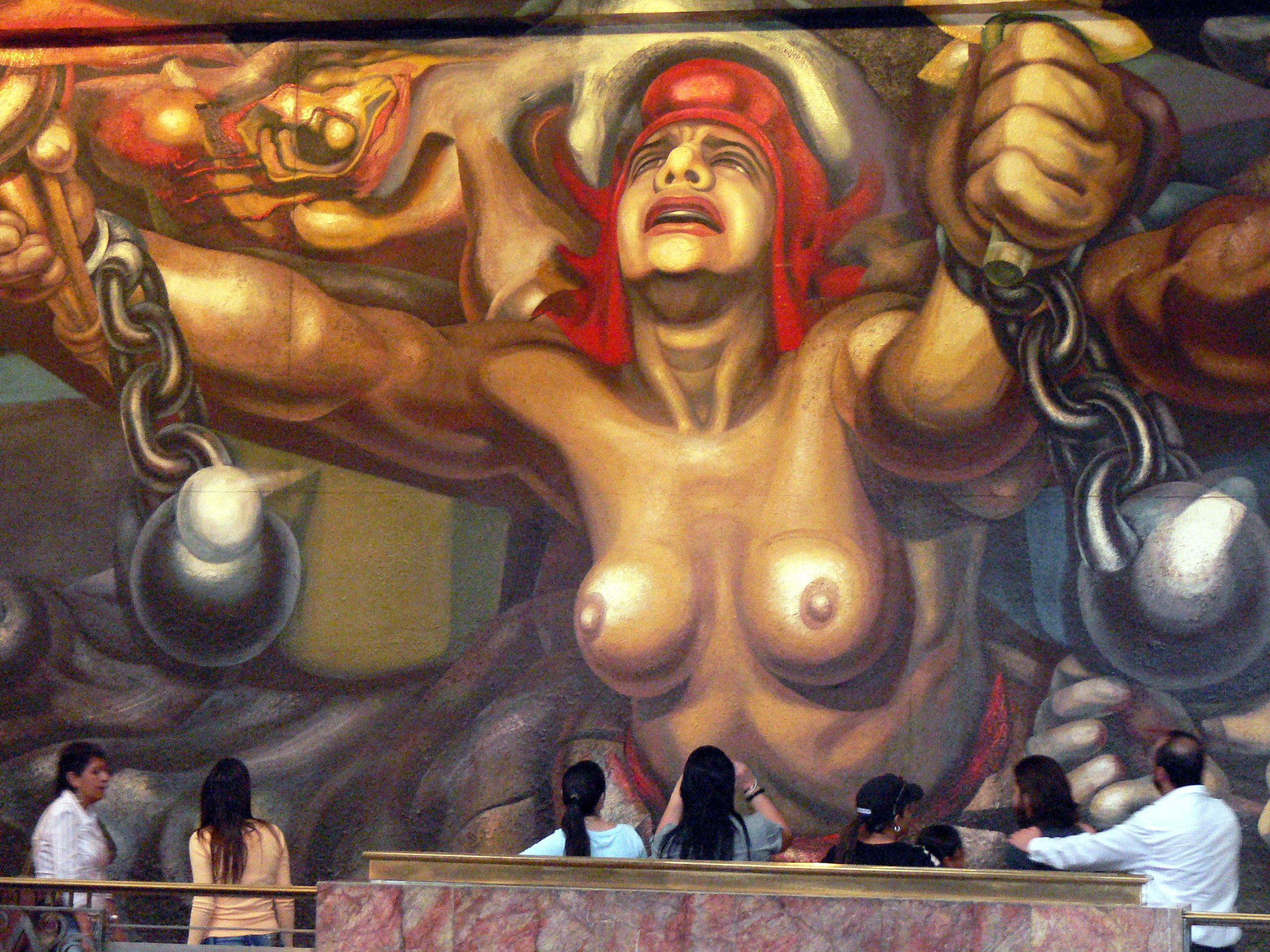
«Новая демократия» во Дворце изящных искусств в Мехико

### Монументальные композиции
- роспись в Национальной подготовительной школе (фреска, 1922-23, Мехико),
- роспись в клубе профсоюза электриков (1939, Мехико),
- роспись во Дворце изящных искусств (1945 и 1950-51, Мехико),
- роспись в Национальном музее истории (начата в 1959, Мехико)
- мозаика и рельеф на фасаде ректората Университетского городка НАУМ (1952-54, Мехико);
- монументально-декоративное сооружение «Полифорум» (1971, Мехико)

### Станковая живопись
- «Пролетарская мать» (1929—1930, Музей современного искусства, Нью-Йорк)
- Портрет Дж. Гершвина (1936, Музей современного искусства, Нью-Йорк)
- Несчастный случай в шахте (Accidente en la mina, 1931).
- Новая демократия (La nueva democracia, 1945)

## Память
Одна из улиц в Выборгском районе Санкт-Петербурга названа в честь Альфаро Сикейроса.
Имя «Давид Сикейрос» носил танкер Латвийского Морского Пароходства.

## Сикейрос в массовой культуре
Саша Ермоленко, главный герой кинофильма «Приморский бульвар» упоминает Сикейроса и Риверу.